# Samuel Goldwyn junior
Samuel Goldwyn junior (* 7. September 1926 in Los Angeles, Kalifornien; † 9. Januar 2015 ebenda) war ein US-amerikanischer Filmproduzent.

## Leben
Samuel Goldwyn junior war der Sohn von Schauspielerin Frances Howard und Filmproduzent Samuel Goldwyn und wurde in Los Angeles geboren. Er besuchte die Fountain Valley School in Colorado Springs in Colorado. Sowie er in die Fußstapfen seines Vaters als Filmproduzent trat, gründete er die The Samuel Goldwyn Company und die Filmproduktionsgesellschaft Samuel Goldwyn Films. 1964 führte er bei Die Saat der Liebe zum einzigen Mal Regie bei einem Film. Für den Film Master & Commander – Bis ans Ende der Welt war er 2004 für den Oscar wie auch den BAFTA-Award für den besten Film nominiert. 1988 gewann er einen Emmy für die Produktion der Oscarverleihung des Jahres.
1950 heiratete Goldwyn Jennifer Howard, Tochter des bekannten Dramatikers und Drehbuchautors Sidney Howard. Goldwyn Jr. und Howard, die sich 1966 trennten, hatten vier gemeinsame Kinder, darunter den Schauspieler Tony Goldwyn und den Studio-Manager John Goldwyn. Goldwyn junior heiratete ein zweites Mal, Peggy Elliot, mit welcher er zwei gemeinsame Kinder hatte. Er starb am 9. Januar 2015 im Cedars-Sinai Medical Center seiner Heimatstadt Los Angeles im Alter von 88 Jahren an den Folgen einer Herzinsuffizienz.

## Filmografie (Auswahl)
- 1955: Der Einzelgänger (Man with the Gun)
- 1956: Haie greifen an (The Sharkfighters)
- 1958: Der stolze Rebell (The Proud Rebel)
- 1960: Abenteuer am Mississippi (The Adventures of Huckleberry Finn)
- 1964: Die Saat der Liebe (The Young Lovers)
- 1970: Wenn es Nacht wird in Manhattan (Cotton Comes to Harlem)
- 1983: Die goldene Robbe (The Golden Seal)
- 1987: Auf den Schwingen des Todes (A Prayer for the Dying)
- 1989: Meine Pferde – Meine Liebe (Minnamurra)
- 1990: Stella
- 1993: The Challenge – Die Herausforderung (The Program)
- 1996: Rendezvous mit einem Engel (The Preacher’s Wife)
- 2003: Master & Commander – Bis ans Ende der Welt (Master and Commander: The Far Side of the World)
- 2013: Das erstaunliche Leben des Walter Mitty (The Secret Life of Walter Mitty)